# Éditions Jungle
Les éditions Jungle sont une maison d’édition, créée en 2003 par Moïse Kissous, dirigeant de Steinkis Groupe, en tant que coentreprise avec l'éditeur Casterman.
Au-delà des registres habituels de la comédie et de l’aventure, l'entreprise commercialise d'autres genres comme l’histoire, le fantastique, le conte, le thriller, le témoignage, la biographie ou encore la littérature.

## Histoire
À sa création, Jungle se concentre sur l'adaptation en BD d'univers issus de la télé, du cinéma, du monde du spectacle ... (Caméra Café, Scènes de Ménages, Koh Lanta, Vie de Merde, les films DreamWorks...).
Depuis 2008, Jungle est l’éditeur des Simpson, créés par Matt Groening, dont les albums se sont vendus à plusieurs millions d’exemplaires,.
À partir de juillet 2013, Jungle rejoint Steinkis Groupe, fondé par Moïse Kissous, qui acquiert auprès de Gallimard les 50 % du capital qu'il ne détenait pas auparavant.
À partir de 2010, Jungle s'est attaché à développer également un catalogue d’auteurs, en accompagnant vers la bande dessinée de jeunes talents ainsi que des auteurs venus d'autres domaines de création (de la littérature au jeu vidéo en passant par l'illustration, l'animation ou encore le webtoon). Parmi les albums de création de la maison, on[Qui ?] retrouve notamment Greg Tessier, La Brigade des cauchemars, toute première création BD de Franck Thilliez et Yomgui Dumont ou encore Le Réseau Papillon, une série jeunesse historique signée Franck Dumanche et Nicolas Otéro. Jungle distribue aussi des adaptations en BD de sagas jeunesse comme Les filles au chocolat de Cathy Cassidy, N.E.O. de Michel Bussi et Complots à Versailles d'Annie Jay, mais aussi des classiques modernes et contemporains de la littérature jeunesse au sein de sa collection « Pépites »[source secondaire souhaitée]
Fin août 2019, Editis signe un accord avec les éditions Jungle afin de renforcer sa position dans la bande dessinée et le roman graphique, deux secteurs absents du groupe éditorial ; ce partenariat se traduit par une prise de participation de 30 % d’Editis dans le capital de Jungle.

## Collections
Jungle se décline en plusieurs collections dont :
- « Miss Jungle » (Mistinguette, Enola Holmes, Les Filles au chocolat, Complots à Versailles)
- « Frisson » (La Brigade des cauchemars)
- « Pépites » (Fils de sorcières, La rivière à l'envers, La ferme des animaux)
- « Parodies » (Bloody Harry, Marvelouze, La Terre du Milieu mais un peu sur la gauche)
- « Romans graphiques » (Les règles de l'amitié, Le mystère du lac, Colossale)
- « Ramdam » (Satchmo, Se jeter à l'eau, La Chevaleresse)
- « Chimères » (Alia, chasseuse de fantômes, L'Alchimiste)